# Better Than Blood
Better Than Blood es el segundo álbum grabado por la cantante de rock Megan McCauley. Contiene varias canciones que se incluyeron en diversas bandas sonoras como "Die For You" y "Reverie" para Los 4 Fantásticos, "Wonder" tema principal de la película Elektra y "Porcelain Doll" para la película de Disney, Beverly Hills Chihuahua así como algunos temas nuevos especialmente grabados para el álbum, la historia del nacimiento de este álbum s eremonta al año 2005 en que Megan grabó su primer álbum, el cual se llamaría Baa Baa Black Sheep, pero debido a circunstancias jamás aclaradas el lanzamiento de dicho álbum de detuvo por parte de Wind-Up Records dando paso a que McCauley escribiera nuevas canciones como Wrong Way Out, Tap That y Porcelain Doll, las cuales reemplazaron a tres canciones del nunca editado "Baa Baa Black Sheep", Die For You, Time y Settling, y posteriormente con el cambio de tracklist del álbum debut, vino un cambio de nombre del mismo, de Baa Baa Black Sheep 2005 a Better Than Blood 2007.

## Fecha de salida
"Better Than Blood" es el álbum debut de la cantante estadounidense Megan McCauley, fue publicado en línea exclusivamente en Estados Unidos el 11 de septiembre de 2007 y la copia impresa (CD) se publicó el 23 de octubre del mismo año solamente en el país del norte.

## Promoción
Si bien poco se ha hecho promoción para el álbum "Tap That", se lanzó como sencillo en julio de 2006, y relanzado en julio de 2007. Además, "Wonder" fue usado en la banda sonora de la película Elektra, mientras que "Reverie" al igual que "Die For You" fueron usadas en la banda sonora de la película "Los 4 Fantásticos" siendo "Reverie" la única de estas dos canciones que se encuentra incluida en el álbum "Better Than Blood". 
Se lanzó además un vídeo promocional junto con el segundo sencillo de dicho álbum. Se trata de la canción "Porcelain Doll" que también fue usada para la banda sonora oficial de la película de Disney, "Beverly Hills Chihuahua". 
Megan aparecido en el programa Dr. Phil del 3 de octubre junto con su madre, y cantó "Porcelain Doll" en vivo. En el programa expuso algunos de los problemas más importantes que ha tenido con sus padres.

## Controversia
La polémica se desató cuando la cantante P!nk lanzó una canción llamada "U + Ur Hand" que es similar a la canción "Tap That" de Megan Mccauley, pero poco duro dicha controversia ya que tanto "Tap That" como "U + Ur Hand" fueron escritas por sus respectivas intérpretes, con la ayuda de Max Martin y Dr. Luke los productores de las mismas.
Otro momento de controversia llegó cuando McCauley grabó una canción llamada "Break You", que había sido grabada en primer lugar por la cantante noruega Marion Raven. Raven la lanzó como sencillo mundial en 2005 y se incluye en el álbum debut de Raven Here I Am. Megan dijo en su Myspace oficial:
 "Yo estaba en el estudio con Max y él quería que yo cantara la canción. Yo no sabía que ya había sido grabada por otra artista"
La canción fue retirada rápidamente de la página web de McCauley aunque ahora se puede escuchar la versión completa en YouTube. 
También ha habido algo de indignación en relación con su canción "Die for You", por no haber sido incluida en su disco "Better Than Blood", aunque se considera su mejor canción entre sus seguidores. Se desconoce el motivo por el que la canción no está en su álbum, además "Break You" es la única canción que no se ha puesto en los álbumes que ella ha grabado.

## Sencillos
- «Tap That»
- «Porcelain Doll», (Lanzada junto con videoclip promocional)

## Lista de canciones
| #   | Título                    | Autor(es)                                   | Duración |
| --- | ------------------------- | ------------------------------------------- | -------- |
| 1.  | Migraine                  | Megan McCauley, Bob Marlette                | 3:30     |
| 2.  | Fragile                   | Megan McCauley, Bob Marlette                | 3:21     |
| 3.  | Wrong Way Out             | Scott Cutler, Anne Preven                   | 3:49     |
| 4.  | Reverie                   | Megan McCauley, Pete Woodruff, Will Baker   | 3:58     |
| 5.  | Tap That                  | Megan McCauley, Max Martin, Lukasz Gottwald | 3:25     |
| 6.  | Wonder                    | Megan McCauley                              | 3:56     |
| 7.  | I Realize                 | Megan McCauley, Bob Marlette                | 3:35     |
| 8.  | See Through               | Megan McCauley, Bob Marlette                | 3:45     |
| 9.  | Come To Me                | Megan McCauley, Bob Marlette                | 3:55     |
| 10. | Porcelain Doll            | Megan McCauley                              | 4:14     |
| 11. | I'll Pay You To Shoot Him | Megan McCauley, Bob Marlette                | 4:06     |

## Información adicional
- "Better Than Blood" fue precedido por varios álbumes más que no tuvieron éxito alguno, el primero titulado "What About Me?" editado de manera independiente en 1997 bajo el nombre de 'Megan Ashley', uno más titulado "Here's Megan", editado en 1999, y "Baa Baa Black Sheep" (2005) que nunca fue editado y "Megan McCauley Sampler" (2006) en el primero se incluyen canciones como "Settling", "Time" y "Die For You" que han tenido gran éxito entre sus seguidores ya que dichas canciones se han filtrado en YouTube al igual que "Dark angel" que a pesar de no haber sido incluida en algún álbum, logró llegar a YouTube, esta canción fue escrita por McCauley a la edad de 15 años lo cual es un poco desconcertante debido a las desgarradoras líricas de la canción al igual que un nítido sonido Gótico similar al de Evanescence.

- El segundo EP de McCauley es un EP que consta de 4 canciones como "Wonder", "Die For You", "Fragile" y "I'll Pay You To Shoot Him" esta última escrita como resultado de un enfrentamiento físico sumamente violento entre sus padres, del cual McCauley salió lastimada, ella describe que cuando llegó la policía al lugar de los hechos ella gritó textualmente a uno de los oficiales: "I'll Pay you To Shoot Him" (Te Pagaré Por Dispararle a él).